# Patagonium ononidis
Patagonium ononidis là một loài thực vật có hoa trong họ Đậu. Loài này được (Griseb.) Kuntze mô tả khoa học đầu tiên năm 1891.